# Rena Sasamoto
Rena Sasamoto (笹本玲奈, Sasamoto Rena), née le 15 juin 1985 à Kashiwa dans la préfecture de Chiba, est une chanteuse et actrice principalement active dans le domaine de la comédie musicale.

## Biographie
Rena Sasamoto a fréquenté l'école primaire Aoyama Gakuin et est diplômée du lycée Aoyama Gakuin. Enfant, elle découvre Annie et décide de devenir interprète de comédie musicale.
En 1998, à la suite d'un concours, elle décroche le rôle principal de la comédie musicale Peter Pan ; de 1998 à 2002, elle campe l'enfant éternel durant 149 représentations, ce qui constitue un record pour une actrice adolescente.
En 2007, elle remporte le 32e prix Kazuo Kikuta Theater pour ses interprétations dans Me and My Girl et Marie Antoinette.
L'année suivante, elle décroche une nouvelle consécration lors de la 15e cérémonie des Yomiuri Theater où elle remporte la récompense de la meilleure actrice pour son rôle dans The Woman in White.
En avril 2009, elle fait ses débuts sur le petit écran avec le drama avec Boku no Imouto.
En 2020, elle figure dans la nouvelle production de Chikyū Gorgeous, Hoshi no daichi ni furu namida The Musical, aux côtés de Mackenyu, Kenta Izukaet Matsumoto Toshio, ex-membre d'Exile.
Elle reste à ce jour l'une des actrices de comédie musicale les plus prolifiques du Japon.

## Vie privée
Le 23 janvier 2017, elle épouse un homme inconnu du grand public. Le 18 octobre 2017, le couple accueille son premier enfant. 

## Scénographie partielle
- 1998 - 2002 / 2010 : Peter Pan : Peter Pan
- 2001 - 2002 : MIRACLE
- 2003 - 2005 / 2007 / 2009 / 2011 / 2013 / 2015 : Les Misérables : Éponine
- 2003 / 2005 : Les Sorcières d'Eastwick : Jennifer
- 2004 : Un violon sur le toit : Chava
- 2004 / 2008 - 2009 / 2012 - 2013 / 2014 / 2016 - 2017 : Miss Saigon : Kim (Casting multiple avec notamment Rina Chinen, Seiko Niizuma et Takako Matsu)
- 2005 : CLUB SEVEN
- 2006 / 2008 : L'Opéra de quat'sous : Polly Peachum
- 2006 / 2009 : Me and My Girl :  Sally Smith
- 2006 - 2007 : Marie-Antoinette : Marguerite Arnault (Double casting avec Seiko Niizuma)
- 2007 / 2010 : The Woman in White : Marianne Halcomb
- 2008 : Rudolf : Marie Vetsera
- 2009 : Carousel : Julie
- 2009 : Un violon sur le toit : Hodel
- 2010 : Guys and Dolls : Sarah
- 2010 : Pride : Asami Shio
- 2011 - 2012 : The Rocky Horror Show : Janet
- 2012 / 2016 : Jekyll & Hyde : Emma Carew
- 2013 : Scrooge: The Musical : Isabel / Helen
- 2014 : Love Never Dies : Meg Giry
- 2018 - 2019 / 2021 : Marie-Antoinette : Marie-Antoinette (Double casting avec Mari Hanafusa)
- 2018 / 20123 : Jekyll & Hyde : Lucy Harris
- 2019 - 2020 : West Side Story : Maria (Double casting avec Kie Kitano)
- 2020 : How to Succeed in Business Without Really Trying : Rosemary
- 2020 : Hoshi no daichi ni furu namida The Musical : Stella
- 2021 : Merrily We Roll Along : Mary Flynn
- 2022 : Mary Poppins : Mary Poppins (Double casting avec Megumi Hamada)
- 2023 - 2024 : Harry Potter et l'Enfant Maudit : Hermione Granger
- 2025 : Love Never Dies : Christine Daaé (Triple casting avec Ayaka Hirahara et Kiho Maaya)